# Municipio de Mason (Minnesota)
El municipio de Mason (en inglés: Mason Township) es un municipio ubicado en el condado de Murray en el estado estadounidense de Minnesota. En el año 2010 tenía una población de 299 habitantes y una densidad poblacional de 3,21 personas por km².

## Geografía
El municipio de Mason se encuentra ubicado en las coordenadas 44°3′40″N 95°45′30″O / 44.06111, -95.75833. Según la Oficina del Censo de los Estados Unidos, el municipio tiene una superficie total de 93.12 km², de la cual 89,8 km² corresponden a tierra firme y (3,57 %) 3,32 km² es agua.

## Demografía
Según el censo de 2010, había 299 personas residiendo en el municipio de Mason. La densidad de población era de 3,21 hab./km². De los 299 habitantes, el municipio de Mason estaba compuesto por el 99,33 % blancos, el 0,33 % eran asiáticos, el 0,33 % eran de otras razas. Del total de la población el 0,33 % eran hispanos o latinos de cualquier raza.